# HD 35548
HD 35548，又名BD-00 945，SAO 132086、HR 1800，是一颗恒星，视星等为6.57，位于銀經203.26，銀緯-19.28，其B1900.0坐标为赤經5h 20m 25.1s，赤緯-0° -19.28′ 0″。